# Пісня про Одесу
«Пісня Тоні про Одесу» або просто «Пісня про Одесу»  (рос. Песня Тони об Одессе, Песня об Одессе) — музичний номер з оперети «Біла акація» (рос. Белая акация), написаної 1955 року композитором Ісаком Дунаєвським на слова Володимира Масса та Михайла Червінського. Офіційний гімн міста Одеси.
Пісня написана в тональності ре мінор в ритмі маршу 4/4ⓘ.

## Історія створення
Над музикою «Білої акації» Дунаєвський працював навесні та влітку 1955 року. «Пісня про Одесу» та «Пісня про акацію» були написані першими як центральні в музичній драматургії номери. В опублікованому у 1956 році клавірі оперети це № 2. Пісня Тоні про Одесу (з хором) — «Когда я пою о широком просторе…», № 4. Аріозо Тоні (Пісня про акацію) — «Над приморской улицей майский день встаёт…» та № 14. Ремінісценція (Пісня Тоні про Одесу).
Чернетка пісні, що знаходиться в архіві композитора, свідчить про те, що Дунаєвский також вніс деякі правки до віршів драматургів В. Масса та М. Червінського. Зокрема (курсивом виділено змінений текст, напівжирним — доданий) «О ласковом море, о счастье и горе» в 1-му куплеті, «О гроздьях душистых акации белой» в 2-му куплеті, «Я вижу везде твои ясные зори, Одесса, / Со мною везде твоё небо и море, Одесса» у приспіві. У приспіві останні два рядки «Как вместе сливаются небо и море / Так вместе слились мы, Одесса, с тобой» композитор замінив на «Ты в сердце моём, ты всюду со мной, / Одесса, мой город родной».

## Набуття культового статусу
Вистава «Біла акація» стала візитівкою Одеського театру музкомедії. За оперетою було знято два кінофільми: «Біла акація» (1957) та «Тільки ти» (1972).
З листопада 1959 року (лише три роки після одеської прем'єри оперети), фрагмент мелодії пісні почав лунати кожні пів години з курантів на будівлі Одеської міської ради. Михайло Водяной, виконавець ролі Яшки Буксира у виставі, пишався цим фактом.
Ця ж пісня використовується як привітання фірмових міжміських пасажирських поїздів на одеському залізничному вокзалі. У 2015 році через спробу змінити репертуар навіть стався скандал.
«Пісня про Одесу» спочатку стала неформальним, а з 2011 року і офіційним гімном Одеси.

## Переклади
Наразі відомі три переклади «Пісні про Одесу» українською мовою. Це переклад письменника, поета і перекладача Василя Грінчака (1977), переклад поетки, письменниці і перекладачки Галини Сергіївни Вердиш (псевдонім — Галина Верд) (2021) та переклад солістки хору «Перлини Одеси» та керівниці Всесвітнього клубу юних одеситів Єлизавети Іванівни Скорби (2023).
| Оригінал | Переклад В. Грінчака, 1977 | Переклад Г. Верд, 2021 | Переклад Є. Скорби, 2023 |
| --- | --- | --- | --- |
| Когда я пою о широком просторе, О море, зовущем в чужие края, О ласковом море, о счастье и горе, Пою о тебе я, Одесса моя! Припев: Я вижу везде твои ясные зори, Одесса! Со мною везде твоё небо и море, Одесса! Ты в сердце моём, ты всюду со мной, Одесса, мой город родной! Когда я пою о любви без предела, О людях, умеющих верить и ждать, О гроздьях душистых акации белой, Тебе я спешу свою песню отдать! Припев. Когда я пою о заветных желаньях, Что с детства лелеем мы, в сердце тая, О долгих разлуках, о кратких свиданьях, Пою о тебе я, Одесса моя! Припев. | Коли я співаю про рідні простори, Про море, що срібним промінням сія, Про лагідне море, про щастя і горе, Про тебе співаю, Одесо моя! Приспів: Я бачу тоді твої зорі яскраві, Одесо, Зі мною тоді твоє небо і море, Одесо, Ти в серці моїм, як друга привіт, Одесо, мій зоряний світ! Коли я співаю про світле кохання, Про друзів, що вміють у вірності ждать, Про грона акацій, про тихі світання — Тобі я спішу свою пісню віддать! Приспів. Коли я співаю про щирі бажання, Які ще в дитинстві леліяла я, Про довгі розлуки, короткі стрічання, Про тебе співаю, Одесо моя! Приспів. | Співаючи знов про широкії доли Про безкрай, де в кожного пісня своя, Про лагідне море, про щастя і долю, Співаю про тебе, Одесо моя. Приспів: Я бачу повсюди твої ясні зорі, Одесо. Зі мною завжди твоє небо і море, Одесо. У серці завжди є світло твоє, Одеса, ти місто моє! Коли уявляю кохання навіки І тих, хто уміє так вірно чекать, І ніжні духмяні акації квіти, Тобі поспішаю цю пісню віддать. Приспів. Коли розкриваю я скриті бажання Та мрію щемливу, як спів солов'я, Тривалі розлуки, короткі вітання, Співаю про тебе, Одесо моя. Приспів. | Коли я співаю про вільні простори, Про море, що кличе в далекі краї, Про лагідне море, про щастя і горе, Співаю про тебе, Одесо, мій дім! Приспів: Я бачу завжди твої зорі яскраві, Одесо! Зі мною завжди твоє небо і море, Одесо! Ти — в серці моїм! Ти поруч завжди! Одесо — моє місто мрій! Коли я співаю про щастя кохання, Людей, що завжди вміли вірить, чекать, Про грона запашні біленьких акацій, Тобі я волію цю пісню віддать. Приспів. Коли я співаю про мрії й бажання, З дитинства плекаю що, в серці тая, Про довгі розлуки, короткі стрічання, Співаю про тебе, Одесо моя! Приспів. |

## Видання
- Дунаевский И. О. Белая акация [Ноты]: оперетта в 3 действиях: клавир / И. О. Дунаевский ; пьеса Вл. Масса, М. Червинского. — Москва: Советский композитор, 1956. — 234 с. — № 2. Песня Тони об Одессе (с хором) (с. 25—29). № 14. Реминсценция (Песня Тони об Одессе) [без 3-го куплету] (с. 130—132).
- Дунаевский И. О. Песня Тони об Одессе // Собрание сочинений: в 12 томах / Т. 12, Избранное из оперетт «Сын клоуна» и «Белая акация» [Ноты]: клавиры: арии, песни, хоры, ансамбли. — М. : Советский композитор, 1974. — С. 174—176. — Без 3-го куплету.
- Песня об Одессе [Ноти]: «Когда я пою о широком просторе…» = Пісня про Одесу: «Коли я співаю про рідні простори…» / муз. І. Дунаєвський, сл. В. Масс, В.[sic] Червінський, переклад українською мовою В. Грінчак // Пісні про міста-герої = Песни о городах-героях: на украинском и русском языках / Укл. І. Б. Драго. — Київ: Музична Україна, 1977. — С. 80—85.
- Пісня про Одесу [Ноти] / муз. І. Дунаєвський // Музичні вечори. Вип. 3. Грає духовий оркестр. — Партитура. — Київ: Музична Україна, 1980. — С. 23—25. — (Бібліотечка музичної самодіяльності).